# لوکا گوگشاشویلی
لوکا گوگشاشویلی (گرجی: ლუკა გუგეშაშვილი؛ زادهٔ ۲۹ آوریل ۱۹۹۹) بازیکن فوتبال اهل گرجستان است.
از باشگاه‌هایی که در آن بازی کرده است می‌توان به باشگاه فوتبال یاگلونیا بیاویستوک، باشگاه فوتبال دیلا گوری، باشگاه فوتبال دینامو تفلیس، و باشگاه فوتبال قره‌باغ اشاره کرد.
وی همچنین در تیم‌های ملی فوتبال زیر ۲۱ سال گرجستان، و گرجستان بازی کرده است.